# On the Line
On the Line je americký thriller z roku 2022, který napsal, produkoval a režíroval Romuald Boulanger, v hlavní roli s Mel Gibsonem.

## Děj
Elvis Cooney, kontroverzní moderátor nočního rozhlasového vysílání v Los Angeles, dostane během své show telefonát od muže jménem Gary, který tvrdí, že drží Elvisovu manželku a dceru jako rukojmí. Gary obviňuje Elvise z toho, že přivedl bývalou operátorku Lauren k sebevraždě svým chováním a hrubými vtipy. Gary donutí Elvisa přiznat do éteru, že spal s operátorkou Mary, a pak mu řekne, aby šel na střechu a skočil dolů.
Elvis a stážista Dylan se snaží Garyho najít, ale zjistí, že je celou dobu ve studiu a nastražil v budově výbušniny tak, aby celá vybuchla. Gary dává Elvisovi 40 minut na to, aby ho našel, než všichni zemřou. Během pátrání narazí na starého přítele Tonyho, kterého Gary nařídí Elvisovi zabít, ale ten ho nechá jít.
Když se Elvis a Dylan vrátí do studia, zjistí, že Gary drží Mary a dalšího zaměstnance jako rukojmí. Gary pak odhalí, že Elvisova manželka a dcera jsou na terase s výbušninami připevněnými na těle. Gary požaduje výměnu: rodina půjde, ale Dylan zaujme jejich místo. Bruce z týmu LAPD SWAT deaktivuje vesty a přivede je dolů do studia, kde je opět aktivuje na Dylanovi. Gary střelí Bruce do hlavy a upustí spínač, ale nic se nestane.
Ukáže se, že celá situace byla žertem, který si studio připravilo na Dylana. Dylan, jehož skutečné jméno je Max, je kaskadér a předstírá v šoku vlastní smrt - ale jako pokračování žertu, tentokrát na Elvise. Elvis je rád, že vidí Dylana živého, a žertovně varuje své kolegy, že jeho odveta bude mnohem horší.

## Obsazení
- Mel Gibson jako Elvis Cooney
- Kevin Dillon jako Justin
- Enrique Arce jako Tony
- William Moseley jako Dylan / Max
- Nadia Farès jako Sam Dubois
- Alia Seror O'Neill jako Mary
- Paul Spera jako Gary, James
- Nancy Tate jako Olivia